# Benjamin Banneker
Benjamin Banneker   (Comtat de Baltimore, 9 de novembre de 1731 - Oella, 19 d'octubre de 1806) fou un astrònom, compilador d'almanacs i inventor estatunidenc.
Era un negre lliure, fill d'un esclau alliberat pel seu amo, que posseïa una granja prop de Baltimore, a la riba del riu Patapsco. La seva avia, Molly Welsh, una anglesa blanca, el va ensenyar a llegir i escriure amb la seva Biblia, l'únic llibre que tenien a casa.
Fou principalment un autodidacte en astronomia i matemàtiques. El 1761 es feu notar per construir un rellotge de fusta que mantenia el temps precís.

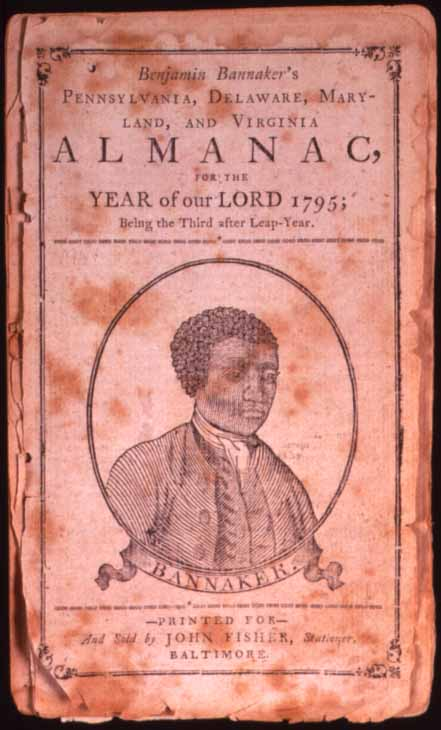
Portada de l'almanac de Banneker per a l'any 1795.

Començà a fer càlculs astronòmics el 1773, i va predir encertadament un eclipsi de Sol el 1789 i publicà anualment des de 1791 fins a 1802 l'almanac i les efemèrides de Pennsilvània, Delaware, Maryland i Virgínia. El 1790 fou adscrit a la comissió que faria l'aixecament de plans per l'edificació de Washington DC i va treballar en aquest projecte amb el topògraf Andrew Ellicott.
També va escriure'n assaigs condemnant l'esclavitud i la guerra.